# Oratorio de Concepción
Oratorio de Concepción (detto anche Oratorio de La Inmaculada Concepción) è un comune del dipartimento di Cuscatlán, in El Salvador.